# 67ª Divisione fucilieri motorizzata
La 67ª Divisione fucilieri motorizzata (in russo 67-я мотострелковая дивизия?, 67-ja motostrelkovaja divizija, unità militare 11720) è un'unità di fanteria meccanizzata delle Forze terrestri russe, subordinata alla 25ª Armata combinata del Distretto militare centrale.

## Storia
La divisione è stata costituita come parte della nuova 25ª Armata, formata a maggio 2023 durante l'invasione russa dell'Ucraina, sulla base di reggimenti di fanteria composti da personale a contratto reclutato principalmente nelle regioni della Baschiria e del Tatarstan. Il 31º Reggimento "Baškorostan" è nato nell'aprile 2023 in seguito all'iniziativa dei veterani baschiri di creare battaglioni di volontari, sostenuta dal Capo della Repubblica di Baschiria Radij Chabirov. Il 29 giugno il reggimento è stato ufficialmente costituito ricevendo la bandiera di guerra, e dopo breve un periodo di addestramento nell'oblast' di Samara a settembre è stato schierato al fronte per la prima volta lungo la linea Svatove-Kreminna, seguito dal resto della divisione. Il 37º Reggimento è stato formato allo stesso modo a partire da volontari della Repubblica del Tatarstan, addestrati durante l'estate nell'oblast' di Orenburg prima di essere inviati in Ucraina alla fine di settembre. Il 36º Reggimento proviene invece dal Territorio del Litorale, avendo come base la città di Ussurijsk, mentre il 19º Reggimento corazzato è stato formato a Čeljabinsk.
Nei mesi successivi al suo dispiegamento la divisione ha supportato gli sforzi offensivi russi nella regione di Luhans'k. Il 28 novembre è stato ucciso in combattimento il comandante del battaglione corazzato del 31º Reggimento, tenente colonnello Andrej Migunov. Nel febbraio 2024 la divisione è stata schierata in combattimento al completo al fine di permettere ad altre unità russe di venire trasferite nell'area di Donec'k per contribuire all'offensiva contro la città di Avdiïvka. Fra novembre e dicembre la 67ª e la 144ª Divisione fucilieri motorizzata sono state impiegate all'offensiva a ovest di Kreminna, in direzione del villaggio di Terny difeso dalla 60ª Brigata meccanizzata ucraina, subendo diverse perdite senza riuscire a occuparlo. Il 10 novembre il comandante del 19º Reggimento corazzato, tenente colonnello Evgenij Ladnov, è stato ucciso dai propri subordinati; era noto per aver ordinato l'esecuzione di 7 soldati che si erano rifiutati di partecipare a un assalto.

## Struttura
- Comando di divisione[16]
- 31º Reggimento fucilieri motorizzato "Baškorostan" (unità militare 12271)
  - 1º Battaglione fucilieri motorizzato "Dajan Murzin"
  - 2º Battaglione fucilieri motorizzato "Tagir Kusimov"
  - 3º Battaglione fucilieri motorizzato "Minnigali Gubajdullin"
  - Battaglione corazzato "Sergej Zorin"
  - Battaglione artiglieria "Mugin Nagaev"
  - Batteria artiglieria lanciarazzi "Aleksej Suchorukov"
  - Batteria artiglieria contraerea "Šarif Sulejmanov"
  - Compagnia d'assalto "Gazij Zagitov"
  - Compagnia cecchini "Achat Achmet'janov"
  - Compagnia ricognizione "Vafa Achmadullin"
  - Compagnia medica "Achmet Davletov"
- 36º Reggimento fucilieri motorizzato (unità militare 12274)
  - 1º Battaglione fucilieri motorizzato
  - 2º Battaglione fucilieri motorizzato
  - 3º Battaglione fucilieri motorizzato
  - Battaglione corazzato
  - Battaglione artiglieria
  - Unità di supporto
- 37º Reggimento fucilieri motorizzato (unità militare 12273)
  - 1º Battaglione fucilieri motorizzato "Sabir Achtjamov"
  - 2º Battaglione fucilieri motorizzato
  - 3º Battaglione fucilieri motorizzato
  - Battaglione corazzato "Damir Islamov"
  - Battaglione artiglieria "Boris Kuznecov"
  - Unità di supporto
- 19º Reggimento corazzato (unità militare 12322)
  - 1º Battaglione corazzato "Urali Meridionali"
  - 1º Battaglione corazzato
  - 1º Battaglione corazzato
  - Battaglione fucilieri motorizzato
  - Battaglione artiglieria
  - Unità di supporto
- 83º Reggimento artiglieria semovente (unità militare 12265)
  - 1º Battaglione artiglieria semovente
  - 2º Battaglione artiglieria semovente
  - Battaglione artiglieria lanciarazzi
  - Unità di supporto
- 345º Battaglione artiglieria controcarri (unità militare 13788)
- 482º Battaglione artiglieria missilistica contraerei
- 189º Battaglione ricognizione (unità militare 16444)
- 416º Battaglione genio
- 349º Battaglione comunicazioni
- 149º Battaglione manutenzione (unità militare 65075)
- 448º Battaglione logistico
- 28º Battaglione medico
- Compagnia comando
- Compagnia guerra elettronica
- Compagnia UAV
- Compagnia difesa NBC

## Comandanti
- Colonnello Zul'fat Nigmatzjanov (2023 - in carica)[17]